# Tremolo
Tremolo (italienisch; von tremolare ‚beben‘, ‚zittern‘, aus lateinisch tremere) bezeichnet in der Musik verschiedene Verzierungen:
- Die schnelle Wiederholung eines einzelnen Tones oder Akkordes
- Das rasche Alternieren (Wechseln) zwischen zwei Tönen oder Akkorden, die im Unterschied zum Triller zumindest eine Terz umfangen
- Die periodische Änderung der Lautstärke (Amplitude) eines Tons oder Akkordes

Vom Tremolo zu unterscheiden ist das Vibrato, bei dem die Tonhöhe kontinuierlich verändert wird.

## Arten und Notation des Tremolos

Notation und mögliche Ausführung von (a) Bogen- und (b) Fingertremolo

Die schnelle Wiederholung eines einzelnen Tones oder Akkordes ist bei Streichinstrumenten als Bogentremolo bekannt. Man notiert dazu schräge Balken über oder unter der zu wiederholenden und damit faktisch verlängerten Note.
Das rasche Wechseln zwischen zwei Tönen oder Akkorden, die im Unterschied zum Triller zumindest eine Terz umfangen heißt bei Streichinstrumenten auch Fingertremolo. Man notiert zwischen den zwei zu alternierenden Noten schräge Balken, die die Notenhälse jedoch nicht berühren. 
Die schnelle Änderung der Lautstärke ist ein Sonderfall der schnellen Wiederholung eines Tones oder Akkords. Der gehaltene Ton wird in seiner Lautstärke variiert. Sie wird z. B. bei der Orgel durch eine Vorrichtung (Tremulant) erzeugt, die den Luftstrom (Wind) periodisch variiert. Für elektrische Instrumente wie E-Gitarren  gibt es entsprechende Effektgeräte. In der elektronischen Musik versteht man unter Tremolo einen elektronisch oder mechanisch erzeugten Klangeffekt, bei dem fortlaufend in kurzen Zeitabständen die Dynamik (Lautstärke) des musikalischen Signals moduliert wird.
Seltener wird ein Trillerzeichen für die Notation eines (auf demselben Ton bleibenden) gewöhnlichen Tremolos genutzt, hauptsächlich bei Perkussionsinstrumenten wie der Pauke, der Triangel oder des Beckens. Dieses Tremolo wird aber genauso ausgeführt wie in der obigen Form. Es handelt sich also lediglich um eine alternative Notationsweise.

### Notationseigenheiten bei Blasinstrumenten
Das Tremolo muss bei Blasinstrumenten eindeutig von der Flatterzunge spieltechnisch und in der Notation unterschieden werden. Das Tremolo wird in allen Fällen von den Händen und der Spielmechanik ausgeführt, die Flatterzunge mit der Zunge und nicht mit der Spielmechanik. Da das Tremolo, teilweise auch frz. Timbretriller genannt, in geschriebener Musik (= Noten) eine vergleichsweise neue Errungenschaft ist, obwohl die Spielpraxis Jahrzehnte älter ist, fehlt noch ein eigenes Symbol für das Tremolo bei Blasinstrumenten. Das eingebürgerte Zeichen, das auch bei allen anderen Instrumenten üblich ist (drei kurze Schrägstriche am Notenhals in Schräglage der Verbalkung oder über ganzen Noten), hat sich traditionell bei Blasinstrumenten als Flatterzunge durchgesetzt und nicht als Tremolozeichen. Wer also ein Tremolo kompositorisch wünscht oder in Transkriptionen von Soli benötigt und schriftlich festhalten will, muss verbalsprachlich den Zusatz tremolo hinzufügen, um den Unterschied deutlich zu machen. Es gibt für Saxofone die Möglichkeit, den Tonwechsel mit diesen abwechselnden Zeichen über den Noten anzugeben, wenn die Notenmenge überschaubar ist (langsames Tremolo): o + o + o + o + o. Dies schreibt aber keine Griffe vor, sondern überlässt den Spielern, welche Griffe sie wählen wollen. Für Blechblasinstrumente mit Ventilen ist diese Notation nicht etabliert. Man ist hier auf der sicheren Seite, wenn man explizit die beiden benötigten Griffe kennt und über die Tonwechsel mit dem Zusatz "Tremolo" schreibt.

## Tremolo bei akustischen Musikinstrumenten
- Blechblasinstrumente: durchgehender Luftstrom bei schnellem Wechsel zweier Ventilkombinationen, die den gleichen Ton erzeugen (Alternativ-, Hilfs- oder Spezialgriffe, False Fingerings). Dabei entstehen zumeist mikrotonale Abweichungen, weswegen diese Technik auf Blasinstrumenten auch als Bisbigliando oder Klangfarbentriller bezeichnet wird. Bei der Posaune entstehen die Abweichungen beispielsweise dadurch, dass auf verschiedene Töne der Obertonreihe zurückgegriffen wird. Mikrotonale Abweichungen sind aber nur bei langsamem Tempo überhaupt wahrnehmbar. Sobald ein Tremolo in Maximaltempo gespielt wird, hört man keine mikrotonalen Unterschiede mehr.
- Holzblasinstrumente: durchgehender Luftstrom bei rapidem Wechsel zweier Klappenkombinationen, die den gleichen Ton erzeugen (Alternativ-, Hilfs- oder Spezialgriffe, False Fingerings). Zu beachten ist hierfür der Unterschied zwischen deutschem und Böhmsystem der Applikatur bei der Klarinette, nicht aber bei Saxophon, Flöte, Oboe, Englischhorn, Heckelphon und Fagott. Bei der Orgel kann ein Tremolo in Form der Bebung (Tremulant) erzeugt werden.
- Streicher: Bei den Streichinstrumenten wird zwischen zwei Spiel- beziehungsweise Tremoliarten unterschieden 1. Bogentremolo: rapider Bogenwechsel (von Abstrich und Aufstrich) auf sehr kurzer Strecke (innerhalb weniger Zentimeter) auf derselben Tonhöhe. 2. Fingertremolo: schneller Wechsel zwischen zwei Saiten auf dem Griffbrett bei gleichzeitigem Anschlagen mit dem Bogen.[1]
- Schlaginstrumente: dieselbe Anschlagstelle wird schnellstmöglich repetiert. Bei einer Snaredrum (Kleinen Trommel), einer Pauke oder einem Becken wäre das ein sogenannter Wirbel.
- Tasteninstrumente: ähnlich den Streichinstrumenten gibt es auch hier zwei verschiedene Arten; 1. dieselbe Taste wird je nach Musikpassage entweder mit zwei Fingern je einer Hand oder mit mehreren Fingern derselben Hand (Repetitionsmechanik beim Flügel) ausgeführt, 2. ähnlich wie beim Fingertremolo der Streicher werden zwei verschiedene Tasten im Abstand von einer kleinen Terz oder einem höheren Ambitus (denn bei einer kleinen oder großen Sekunde handelt es sich um einen Triller) im schnellen Wechsel gespielt.
- Zupfinstrumente: derselbe Saitenton oder auch Akkord wird mit der Anschlagshand durch schnellen Fingerwechsel, alternierenden Anschlag mit Nagel- und Kuppenseite eines Einzelfingers (Gitarre) oder mit einem Plektrum (auch Mandoline, Balalaika und Bouzouki) angeregt.

## Physikalische Aspekte
Das Tremolo oder auch Amplitudenvibrato ist eine besondere Form der Amplitudenmodulation, bei der die Amplitude des Signals sinusförmig moduliert wird. Der Schalldruck oder die analoge elektrische Größe eines Klangs schwankt also mit der Tremolofrequenz zwischen einem Minimal- und einem Maximalwert, wobei die Hüllkurve eine tieffrequente sinusförmige Schwingung darstellt. Tremolofrequenzen liegen üblicherweise bei 5 bis 8 Hz, langsamere Schwankungen werden als „Wimmern“ empfunden, während höhere Tremolofrequenzen zu einer Rauhigkeit des Klangeindrucks führen.
- Beispiel für ein Tremolo („Amplitudenvibrato“) durch Amplitudenmodulation

Bei Klängen von natürlichen Musikinstrumenten ist eine Schwankung der Amplitude nahezu immer mit einer Schwankung der Frequenz verbunden, wobei die beiden Modulationsfrequenzen in den meisten Fällen in Phase sind, d. h. eine Frequenzerhöhung ist mit einem Amplitudenanstieg verbunden. Die Stärke des Tremolos oder Amplitudenvibratos (Amplitudenhub) wird in Prozent der Ausgangsamplitude angegeben, während der Frequenzhub des Vibratos in Cent angegeben wird.
Die Kurvenform des Vibratosignals ist bei Klängen von mechanischen Musikinstrumenten selten sinusförmig, sie hängt vielmehr von der Art der Klangerzeugung und der Form der Resonanzkurve des Instruments ab.
Die Extremversion eines Tremolos ist ein rhythmischer Gater-Effekt (der z. B. in Trance- und Techno-Musik auf Synthie-Pads angewandt wird).